# Witness (албум на Кейти Пери)
Witness (на български: „Свидетел“) е петият студиен албума на американската поп певица Кейти Пери, който се очаква да излезе на музикалния пазар на 9 юни 2017 г. Първият сингъл, Chained to the Rhythm, от него беше пуснат на 10 февруари 2017 г., а вторият сингъл, Bon Appétit, беше издаде на 28 април 2017 г. Албумът е продуциран от Макс Мартин, Али Пайами, Шелбак, Оскър Холтър и Дюк Дюмон.

## Потвърдени песни
- Swish Swish с участието на Ники Минаж
- Bigger than Me
- Chained to the Rhythm с участието на Скип Марли
- Bon Appétit с участието на Migos